# Diplomatarium Fennicum
Diplomatarium Fennicum är en onlinetjänst för dokument om Finland under medeltiden. Systemet, utvecklat av Finlands Riksarkiv , är baserat på Reinhold Hausens bok Finlands medeltidsurkunder I-VIII (1910-1935), men har kompletterats av nyare studier och länkar till digitaliserade originaldokument.